# Laramière
Laramière (occitanisch: La Ramièra) ist eine südfranzösische Gemeinde mit 353 Einwohnern (Stand 1. Januar 2022) im Département Lot in der Region Okzitanien.

## Lage
Laramière liegt in einer Höhe von ca. 360 Metern ü. d. M. in der Causse de Limogne im Osten des Quercy nahe der Grenze zur ehemaligen Provinz Rouergue. Die nächstgelegene Stadt, Villefranche-de-Rouergue, ist etwa 15 Kilometer (Fahrtstrecke) in östlicher Richtung entfernt. Der Kantonshauptort Limogne-en-Quercy befindet sich 13 Kilometer nordwestlich.

## Bevölkerungsentwicklung
| Jahr      | 1962 | 1968 | 1975 | 1982 | 1990 | 1999 | 2006 | 2018 |
| Einwohner | 304  | 269  | 258  | 240  | 251  | 264  | 283  | 350  |

Bis zur Mitte des 19. Jahrhunderts hatte der Ort deutlich über 1000 Einwohner. Infolge der Reblauskrise im Weinbau und der Mechanisierung der Landwirtschaft ging die Einwohnerzahl seit der zweiten Hälfte des 19. Jahrhunderts kontinuierlich bis auf den Tiefststand der 1980er Jahre zurück.

## Wirtschaft
Im Haut-Quercy wurde die Landwirtschaft jahrhundertelang in erster Linie zur Selbstversorgung betrieben, zu der bis ins 19. Jahrhundert hinein auch der Weinbau gehörte, der im östlichen Quercy jedoch komplett aufgegeben wurde. Heute spielt – neben der Vieh- und Geflügelzucht – der Tourismus in Form der Vermietung von Ferienwohnungen (gîtes) eine große Rolle im Wirtschaftsleben der Gemeinde.

## Geschichte
Bis ins 12. Jahrhundert verlief eine Nebenstrecke des Jakobswegs (Via Podiensis) über Laramière; das im Jahr 1145 von den Augustiner-Chorherren mit einem Priorat bedacht wurde.

## Sehenswürdigkeiten

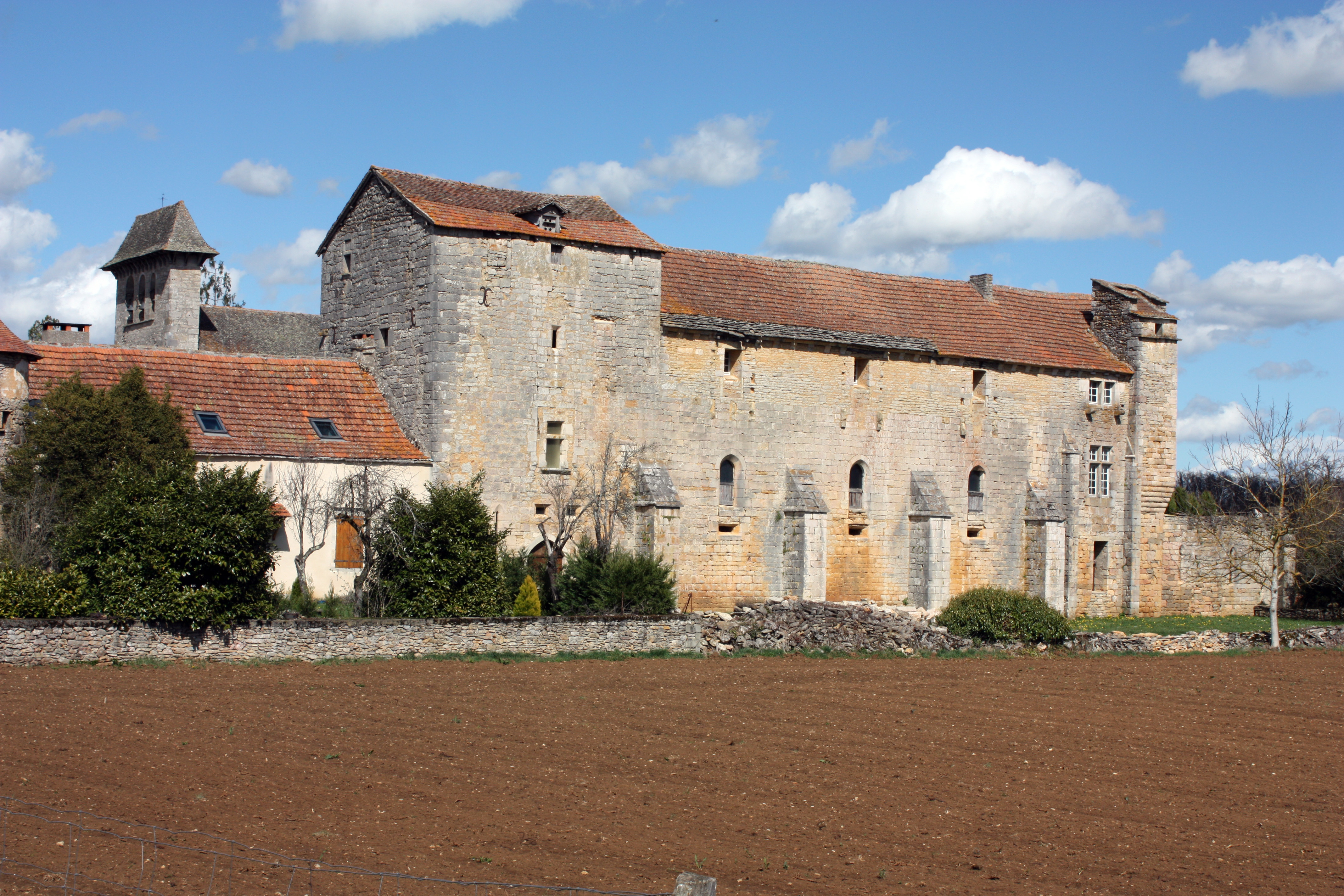
Prioratsgebäude

- Die aus Werksteinen gemauerte ehemalige Prioratskirche wurde im 13. Jahrhundert im Auftrag der Augustiner-Chorherren erbaut und – nach den Wirren des Hundertjährigen Krieges (1337–1453) und der Hugenottenkriege (1562–1598) – im Jahr 1661 vom Jesuitenorden übernommen. Nach dessen Auflösung im Jahr 1762 standen die Gebäude lange Zeit leer, bis sie in den Anfangsjahren der Französischen Revolutionszeit als Nationalgut (bien national) verkauft wurden. Die Westfassade der Kirche zeigt ein mittig angespitztes gotisches Archivoltenportal, eine Fensterrose und einem imposanten Glockengiebel (clocher mur). Das einschiffige Kircheninnere ist rippengewölbt. Teile der Klausurgebäude – darunter der Kapitelsaal – stehen noch; sie werden heute bei Veranstaltungen genutzt. Das im Privatbesitz befindliche Kirchenbauwerk wurde im Jahre 1925 als Monument historique eingestuft.[1]
- In Waldgebieten etwa drei bis vier Kilometer westlich des Ortes befinden sich mehrere neolithische Großsteingräber (dolmen) aus der Zeit der Megalithkulturen (4. Jahrtausend v. Chr.). Zwei davon stehen seit 1984 bzw. 1989 unter Denkmalschutz.[2][3]
- Ein unbedachter Waschplatz (lavoir) liegt an einer Quelle im Wald.